# Taijiquan stile Chen
Il  pugilato del sommo polo stile Chen (陳式太極拳T, 陈式太极拳S,  chénshìtàijíquán P,  ch'en shih t'ai chi ch'uan  W) è considerato lo stile più antico di quest'arte marziale.

## Storia
La sua origine mitologica è, in generale, più diffusa (ed affascinante) di quella storica. Si narra infatti che il taijiquan sia stato creato dall'immortale taoista Zhang Sanfeng, dopo che aveva osservato la lotta tra una gru ed un serpente: i movimenti sinuosi e circolari di quest'ultimo avrebbero fornito l'ispirazione per codificare le movenze del taijiquan.
Lo storico cinese Tang Hao ha condotto, verso la metà degli anni venti, degli studi approfonditi sull'origine del taijiquan. Tali ricerche lo hanno portato al villaggio della famiglia Chen, chiamato Chenjiagou (陈家沟), nella provincia dello Henan.
Si ritiene che il fondatore ufficiale sia stato Chen Wangting (陈王庭), vissuto tra il 1580 ed il 1660, appartenente alla IX generazione della famiglia Chen.
Chen Wangting era un funzionario dell'esercito imperiale, famoso per aver più volte sconfitto i gruppi di banditi che derubavano le carovane. Si racconta che il suo stile di combattimento fosse eccellente, e che molti funzionari imperiali lo volessero al proprio fianco come membro della scorta personale. Ritiratosi dalla carica pubblica, dopo la caduta della dinastia Ming, Chen Wangting dedicò il resto della propria vita al perfezionamento della sua abilità marziale, trasmettendone le tecniche ai suoi successori. Le sequenze marziali che elaborò comprendevano cinque forme (套路, Taolu) molto dinamiche e una forma di "lunga boxe". Nei secoli a venire, però, la maggior parte dei discendenti della famiglia Chen abbandonarono lo studio di tali sequenze. Esse erano infatti molto impegnative, e richiedevano una dedizione completa allo studio.
Durante la XIV generazione vissero due esponenti molto importanti della famiglia Chen: Chen Youben (陈有本) e Chen Changxing (陈長興). Il primo si trasferì nel vicino villaggio di Zhaobao e modificò i movimenti del taijiquan, diminuendo l'estensione delle posizioni. Nacque così lo stile di Zhaobao, chiamato anche xiao jia (小架); Chen Changxing (1770 - 1853), invece, raggruppò insieme i frammenti delle forme tradizionali, le quali erano state in gran parte dimenticate, e formò due sole sequenze. La prima era composta da movimenti lenti e fluidi, mentre la seconda comprendeva azioni più atletiche e dinamiche. Queste due sequenze furono chiamate Yi Lu (prima forma) e Er Lu (seconda forma). Esse costituiscono insieme la modalità di pratica a mano nuda detta Lao Jia (老架, o vecchia struttura), da distinguersi rispetto alle modalità sorte nel XX secolo, dette Xin Jia, nuova struttura.
Il maestro più grande che viene ricordato in seno alla famiglia Chen è certamente Chen Fake (陈發科), vissuto dal 1887 al 1957. Insegnò a Pechino e da lì diffuse largamente lo stile Chen quando, come anche oggi, lo stile più diffuso era lo stile Yang. Durante la sua permanenza nella capitale, egli apportò alcune modifiche nel modo di eseguire la forma, rendendo i movimenti più circolari e ricchi di leve articolari (qinna). Quando infine fece ritorno a Chenjiagou, la sua esecuzione era talmente diversa da quella ideata da Chen Changxing che fu chiamata "nuova intelaiatura", prendendo quindi il nome delle sequenze ideate da Chen Changxing, le quali furono a loro volta identificate come "vecchia intelaiatura" (sostituendo perciò il nome dato alle sequenze originali del taijiquan). Ancora oggi, quindi, per "xinjia" si intende la forma di Chen Fake e per "laojia" quella di Chen Changxing.
Oggi i rappresentanti, appartenenti alla XIX generazione, sono Chen Zhenglei, Chen Xiaowang, Wang Xi'An e Zhu Tiancai, noti anche come i 4 guerrieri custodi di Buddha.

## Caratteristiche
Lo stile Chen tradizionale ha sicuramente mantenuto uno spirito marziale più evidente di quello che si può trovare negli stili da esso derivati.

In particolare esistono due caratteristiche peculiari: il chansi jin (缠丝劲) ed il fa jing (发劲).
Il chansi jin è un modo particolare di utilizzare la forza, attraverso movimenti a spirale. Si dice che la forza scorra nel corpo come un filo di seta che si avvolge o si dipana dal bozzolo.
In particolare il chansi jin opera con un effetto a frusta su qualsiasi energia diretta contro di essa, cioè modifica grazie alla circolarità la direzione di una spinta ricevuta dall'avversario. Per allenare questo principio sono stati codificati cinque esercizi da compiere in continuità per acquisire la capacità di agire secondo traiettorie circolari. Questi esercizi prendono anch'essi il nome di "chansi jin".
Il fa jing è una tecnica per emettere la forza interna (劲, jin) in modo esplosivo, attraverso la coordinazione del respiro con il movimento, che deve essere estremamente rilassato. Il chi, normalmente custodito nel Dan tian, attraverso la coordinazione dei movimenti scorre lungo l'arto fino a raggiungere l'estremità (mano, piede, spalla etc) e a fuoriuscire generando una forza molto superiore al solo vigore muscolare.

## Filosofia
Benché le origini storiche del taijiquan possano affondare nella filosofia del Buddhismo (data la vicinanza geografica e stilistica con il tempio di Shaolin), con il tempo quest'arte ha attinto moltissimi aspetti dal Taoismo.
Il nome stesso, taijiquan, richiama il concetto di un principio supremo (太极, taiji) che può essere identificato con il Dao (道).

Un simbolo chiave di quest'arte marziale è infatti il taijitu (太极图), famoso diagramma rappresentante un cerchio suddiviso in due forme, simili a pesci, una bianca e l'altra nera. Tali figure simboleggiano lo Yin e lo Yang, le due polarità opposte  complementari della cosmogonia taoista.
Così tutti i movimenti del taijiquan seguono l'alternarsi degli opposti, e questo modo di agire costituisce anche la base del sistema marziale: non bisogna contrastare il "pieno" di un attacco, ma  occorre cedere, utilizzando la forza dell'avversario a proprio vantaggio.
Il taijiquan attinge anche dalla sapienza della medicina tradizionale cinese, utilizzando i concetti di "energia vitale" (气, qi) e di Meridiani.

## Metodo di apprendimento
Gli strumenti tradizionali per apprendere il taijiquan stile Chen sono essenzialmente tre: gli esercizi di base, le forme (套路, taolu) e la spinta con le mani (推手, tuishou).

Le prime sono sequenze prestabilite di movimenti, con le quali il corpo si abitua a muoversi secondo i canoni di quest'arte marziale, oltre che a rafforzarsi. Si ricordano al riguardo i cinque "chansi jin".
Le seconde racchiudono i principi generali in una sequenza ordinata di azioni circolari che consentono all'allievo di prendere confidenza con il proprio corpo, la propria energia e il proprio equilibrio. Per questo l'apprendimento delle forme richiede molti anni di studio ed esercizio. Nello stile Chen si ricordano le due forme principali: Yi Lu (primo livello) ed Er Lu (secondo livello).
La spinta con le mani è un insieme di esercizi nati come sistema didattico propedeutico al combattimento vero e proprio. L'esecuzione di tali esercizi sviluppa molte qualità, prime fra tutte la morbidezza e la capacità di "cedere", cioè di utilizzare la forza dell'avversario a nostro vantaggio e senza opporre resistenza. I principi alla base di questa pratica sono: espandere, tirare, soffocare, schiacciare.
Come in molte arti marziali cinesi, anche nel taijiquan esistono anche forme con armi. Le armi tradizionali che vengono principalmente utilizzate sono la sciabola, la spada, l'alabarda o guandao, la lancia.
La pratica del taijiquan come arte marziale richiede in generale molti anni di studio.

## Stili derivati
Un allievo di Chen Changxing era Yang Fukui (1799 - 1853), il cui nome pubblico era Luchan. Originario di Guangpingfu (provincia dello Hebei), studiò per circa venti anni a Chenjiagou.
Tornato al suo paese, il suo stile di combattimento suscitò la meraviglia delle persone, e la sua fama lo portò fino alla capitale per insegnare l'arte del taijiquan. Nel 1852 giunse a Pechino, invitato dal nobile Wu Yuxiang (1812 - 1892). Là si conquistò il soprannome di wudi, il "senza-rivali".
Wu Yuxiang, desideroso di apprendere il taijiquan approfonditamente, studiò nel villaggio di Zhaobao. Da tale esperienza è nato lo stile Wu di Wu Yuxiang.
Yang Luchan migliorò l'arte dopo aver trovato degli scritti originali di Zhang San Feng e creò una forma in base al Taijiquan che aveva appreso presso Chenjagou; così abbiamo lo stile Yang: movenze morbide, circolari, di più facile esecuzione rispetto allo stile Chen.
Uno dei figli di Yang Luchan, chiamato Yang Banhou, insegnò una piccola sequenza di movimenti a Wu Quanyou, il quale la trasmise al figlio Wu Jianquan. Da lui prese vita lo stile Wu
Sun Lutang, esperto di Bagua e Xingyi, fuse questi due stili con il taijiquan e diede vita allo stile Sun.